# Crown of Phantoms
Crown of Phantoms – siódmy album studyjny amerykańskiej grupy muzycznej Chimaira. Wydawnictwo ukazało się 30 lipca 2013 roku nakładem wytwórni muzycznej Entertainment One Music.

## Lista utworów
| Nr  | Tytuł utworu                | Długość |
| --- | --------------------------- | ------- |
| 1.  | „The Machine”               | 4:01    |
| 2.  | „No Mercy”                  | 4:34    |
| 3.  | „All That's Left Is Blood”  | 3:17    |
| 4.  | „I Despise”                 | 3:46    |
| 5.  | „Plastic Wonderland”        | 5:04    |
| 6.  | „The Transmigration”        | 2:26    |
| 7.  | „Crown of Phantoms”         | 3:58    |
| 8.  | „Spineless”                 | 3:17    |
| 9.  | „Kings of the Shadow World” | 5:22    |
| 10. | „Wrapped in Violence”       | 4:22    |
| 11. | „Love Soaked Death”         | 4:16    |
|     |                             | 44:23   |

 Bonus DVD 
| Nr | Tytuł utworu                       | Długość |
| -- | ---------------------------------- | ------- |
| 1. | „Making Of Crown Of Phantoms”      | 21:25   |
| 2. | „No Mercy” (Video)                 | 4:55    |
| 3. | „All That's Left Is Blood” (Video) | 3:21    |
| 4. | „Behind The Scenes”                |         |
|    |                                    | 29:41   |

## Twórcy albumu
- Jeremy Creamer - gitara basowa
- Austin D'Amond - perkusja
- Matt Szlachta - gitara
- Sean Zatorsky - wokal, keyboard, sampler
- Emil Werstler - gitara
- Jerry Clubb -managment
- Dan Millice, Ben Hostetler - mastering
- Steve Basil - pianino (utwór: 9)
- Jim Stewart , Mark Lewis , Tony Gammalo - pomoc w produkcji
- Ben Schigel - produkcja, miksowanie
- Mark Hunter - wokal

## Listy sprzedaży
| Lista         | Kraj              | Pozycja |
| ------------- | ----------------- | ------- |
| Billboard 200 | Stany Zjednoczone | 52      |